# Helene Holzman
Helene Holzman (geborene Czapski, litauischer Name: Elena Holcmanienė; * 30. August 1891 in Jena; † 25. August 1968 in Gießen) war eine deutsche Malerin und Autorin.

## Leben
Helene Holzman war das dritte Kind des Jenaer Physikers Siegfried Czapski und seiner Frau Margarete, geborene Koch. Um 1908 besuchte sie unter anderen gemeinsam mit Otto Herbig und Clara Harnack, der späteren Mutter der beiden Widerstandskämpfer Arvid und Falk Harnack, die Mal- und Zeichenschule unter Erich und Fritz Kuithan im Volkshaus Jena. Trägerin dieser Schule war die Carl-Zeiss-Stiftung, deren stellvertretender Bevollmächtigter bis 1907 Helenes Vater war.
Später arbeitete sie ebenso wie Clara Harnack als Lehrerin und Übersetzerin und zeitweise auch als Buchhändlerin. Nach der Heirat mit dem jüdischen Maler und Buchhändler Max Holzman erfolgte 1923 ihre Übersiedelung nach Kaunas. 
1937 wurde in der Nazi-Aktion „Entartete Kunst“ aus der Sammlung des Jenaer Kunstvereins Helene Holzmans Ölgemälde „Spaziergänger im Paradies“ (1918) beschlagnahmt und anschließend zerstört.
Als Deutsche mit litauischem Pass und „Halbjüdin“ war sie ab 1941 dem Terror des Holocaust ausgesetzt, dem ihr Mann und ihre ältere Tochter zum Opfer fielen. Helene Holzman und eine Gruppe befreundeter Frauen bemühten sich, möglichst viele gefährdete Kinder aus dem Ghetto Kaunas zu retten. Sie überlebte zusammen mit ihrer Tochter Margarete die deutsche Besatzung und entging nach dem Einmarsch der Roten Armee dank der Hilfe von Freunden der Deportation nach Sibirien. 1965 konnte sie mit ihrer Tochter in die Bundesrepublik Deutschland übersiedeln, wo sie 1968 bei einem Autounfall ums Leben kam.
Ihre Aufzeichnungen über die Jahre 1941 bis 1944 in dem von Deutschen besetzten Litauen wurden 2000 postum unter dem Titel Dies Kind soll leben von der Tochter Margarete Holzman und Reinhard Kaiser veröffentlicht und mehrfach ausgezeichnet.

## Dies Kind soll leben
Helene Holzman lebte zu dieser Zeit mit ihrem jüdischen Mann Max und ihren beiden Töchtern in Kaunas. Ihr Mann fiel den Pogromen nach dem deutschen Einmarsch 1941 zum Opfer, ihre neunzehnjährige, ältere Tochter Marie wurde wenig später als Pazifistin erschossen.
Von den 40.000 Juden, die vor dem Kriege in Kaunas gezählt wurden, erlebten etwa 2.000 das Kriegsende. Die Berichte von Helene Holzman über den Holocaust beginnen mit dem Einmarsch der Wehrmacht Ende Juni 1941. Unmittelbar danach begannen die Mordkommandos der Einsatzgruppen der Sicherheitspolizei und des SD, unterstützt von nationalistischen litauischen „Partisanen“, mit Straßenjagden auf Juden; die zusammengetriebenen Opfer schaffte man zum Neunten Fort außerhalb der Stadt, wo sie sofort erschossen wurden.
Helene Holzman beschreibt die gezielte Aufgabenteilung zwischen litauischen Freiwilligen, deutscher Polizei und Wehrmacht. An vielen Orten wurden die Szenen von deutschen Berichterstattern aufgenommen. Bei diesen Aufnahmen wurde darauf geachtet, dass nur litauische Exekuteure aufgenommen wurden.
Bis Ende 1941 wurden fast sämtliche Juden in den ländlichen Regionen Litauens umgebracht. Nur in wenigen Städten, so auch in Kaunas, gab es noch Ghettos, um Juden als Arbeitskräfte auszubeuten, bevor man sie ermordete.
Im Herbst 1943 wurde das Ghetto Vilnius aufgelöst. Die noch Lebenden wurden in Konzentrationslager transportiert, beispielsweise in das KZ Kaunas (vorher das Ghetto Slobodka). Ende März 1944 wurden in einer Überraschungsaktion der SS und ihrer ukrainischen Helfer die meisten Kinder und alten Menschen von dort abtransportiert.
Als die Rote Armee Anfang Juli 1944 näher rückte, wurde auch das Konzentrationslager Kaunas geräumt. Die übrig gebliebenen Juden wurden in Richtung Westen deportiert – die Männer vor allem nach Dachau, die Frauen in das KZ Stutthof bei Danzig. Zum Schluss brannten die SS-Einheiten im ehemaligen Ghetto Haus für Haus nieder. Die Menschen, die sich noch in unterirdischen Räumen versteckt hielten, erstickten. Wer sich ans Tageslicht wagte, wurde erschossen. „Als wir nach dem Einzug der Russen an die Trümmerstätte gingen, lagen zwischen den ragenden Kaminen die Leichen im Schutt der abgebrannten Häuser. Der Geruch der Verwesung trug sich in der Sommerhitze kilometerweit.“
Elf Monate lang schrieb Helene Holzman 1944, nach dem Abzug der Deutschen auf, was geschehen ist. Es waren drei eng mit Bleistift beschriebene Hefte, die die Mutter ihrer jüngeren Tochter Margarete zu Lebzeiten nie gezeigt hatte. „Dies Kind soll leben“ erschien erst mehr als dreißig Jahre nach dem Tod der Autorin und wurde mittlerweile in zahlreiche Sprachen übersetzt.

## Späte Auszeichnungen
- In Jena fand 1991 eine Doppelausstellung statt: Helene Czapski-Holzman (1891–1968), Gemälde, Aquarelle, Collagen, Johannes Ilmari Auerbach (1899–1950), Plastik, Malerei, Graphik. Sie wurde durch ein Symposium begleitet: Deutsch-jüdisches Kulturerbe im 20. Jahrhundert: Lebensleistungen, Schicksale, humanistisches Vermächtnis (16. November 1991).[3][4]
- 1999 wurden Helene Holzman (postum) und ihre Tochter Margarete vom litauischen Staatspräsidenten Valdas Adamkus mit einem Ehrenkreuz für Lebensretter ausgezeichnet.
- Helene Holzman erhielt 2000 postum den Geschwister-Scholl-Preis.
- Helene Holzman wurde 2005 von der Nationalen Israelischen Holocaust-Gedenkstätte Yad Vashem in Jerusalem postum mit dem Ehrentitel „Gerechte unter den Völkern“ ausgezeichnet.[2]
- 2015 wurde eine Straße in Jena-Süd nach Helene Holzman benannt.[5]

## Werke
- »Dies Kind soll leben«. Die Aufzeichnungen der Helene Holzman 1941-1944. Herausgegeben von Reinhard Kaiser und Margarete Holzman. Schöffling & Co. Frankfurt am Main 2000. ISBN 3-89561-062-3. Auch als Taschenbuch bei Verlag List 2002.  (Leseprobe aus dem Text)
- Die Aufzeichnungen der Helene Holzman 1941–1944 und die Stimmen der Überlebenden. Zwei Audio-CDs, 2000.